# ماريو أند واريو
ماريو أند واريو (بالإنجليزية: Mario & Wario)‏ هي لعبة فيديو ألغاز ماريو قابلة للتمرير الجانبي صممها ساتوشي تاجيري وتم تطويرها بواسطة غيم فريك لسوبر فاميكوم. تم إصدار اللعبة في اليابان في 27 أغسطس 1993 وتتطلب ملحق سوبر فاميكوم ماوس للعب. على الرغم من كونها إصدارًا لليابان فقط، إلا أن اللعبة باللغة الإنجليزية بالكامل.
تركز طريقة اللعب في ماريو أند واريو على توجيه ماريو، الذي لديه كائنات مختلفة وضعت على رأسه من قبل خصمه واريو، من خلال سلسلة من المستويات تتكون من عوائق وفخاخ مختلفة. نظرًا لأن ماريو أصبح بلا رؤية ويتعرض باستمرار لخطر السير في المخاطر، يتحكم اللاعب في الجنية واندا، التي يمكنها حماية ماريو عن طريق تغيير البيئة المحيطة به وهو يتحرك نحو نهاية المستويات. تقدم اللعبة ما مجموعه 100 مستوى وتقدم ثلاثة شخصيات قابلة للعب.

## أسلوب اللعب

يتحكم اللاعب في واندا لتحويل مخططات الصندوق إلى كتل في محاولة لمساعدة ماريو في الوصول إلى ، حيث يقف لويجي.

تركز اللعبة على ماريو، الذي لديه أشياء مختلفة، بما في ذلك الدلاء والمزهريات، وضعها الخصم واريو فوق رأسه. نظرًا لأن الأشياء تجعل ماريو بلا رؤية، فإن الهدف الرئيسي للاعب هو توجيه ماريو خلال كل مستوى، والذي يتكون من العديد من العوائق والفخاخ، إلى شقيقه لويجي، الذي يمكنه إزالة الكائن المسيء. يجب على اللاعب أيضًا إكمال كل مستوى خلال فترة زمنية محددة. لأن ماريو سوف يمشي باستمرار يسارًا أو يمينًا بغض النظر عن أي مخاطر قادمة، يتحكم اللاعب في الجنية واندا، التي تمتلك القدرة على التلاعب بالبيئة من أجل حماية ماريو.
يتم التحكم في واندا عبر واجهة التأشير والنقر باستخدام ملحق سوبر نينتندو ماوس، مما يؤثر على الكائنات الموجودة على الشاشة عند النقر فوقها. على سبيل المثال، يمكن لواندا ترسيخ الخطوط العريضة للكتل لاستخدامها كحواجز أو جسور ليمر ماريو عبرها، ويمكنها تدمير بعض العقبات والأعداء. يمكن للاعب أيضًا النقر فوق ماريو لإدارته وعكس اتجاهه. يُمنح اللاعب نقاطًا لهزيمة الأعداء وجمع العناصر ولأي وقت متبقي عند اكتمال المستوى. قد يتم أيضًا منح حياة إضافية.
تحتوي اللعبة على إجمالي 100 مستوى مخصصة من بين عشرة مواقع فريدة، والتي تشمل الغابات والصحراء وتحت الماء، ولكل منها عرض مختلف من الأعداء أو المخاطر. بالإضافة إلى ماريو، يمكن للاعب اختيار الأميرة بيتش أو يوشي لتكون الشخصية التي يتم توجيهها خلال كل مستوى. تمشي الأميرة بيتش بشكل أبطأ من تمشي ماريو ويوشي بشكل أسرع، مما قد يوفر مزايا أو عيوبًا اعتمادًا على مدى صعوبة مستوى معين أو السرعة التي يسعى اللاعب لإكمالها.

## التطوير
تم تصميم ماريو أند واريو بواسطة مبتكر بوكيمون ساتوشي تاجيري وتم تطويره بواسطة غيم فريك. كان المؤسس المشارك للمطور جونيتشي ماسدا هو مؤلف موسيقى اللعبة وأحد مبرمجيها. وفقًا لماسودا، تضمنت نسخة مبكرة من اللعبة اصطياد الوحوش عن طريق تسديد الشباك باستخدام سوبر سكوب. ومع ذلك، واجه الفريق صعوبة في جعل الأجهزة الطرفية تتعرف على قمم وقيعان شاشات التلفزيون، والتي كان معظمها صغيرًا بشكل عام في ذلك الوقت. ثم تم تحويل التحكم إلى سوبر نينتندو ماوس.

## التقييم والميراث
| استقبال                                                            |           |
| ------------------------------------------------------------------ | --------- |
| نتائج المراجعة نشرة نقاط أول غيم مجلة بلاي ستيشن اليابانية 23.0/30 |           |
| نتائج المراجعة                                                     |           |
| نشرة                                                               | نقاط      |
| أول غيم                                                            | 4/5 stars |
| مجلة بلاي ستيشن اليابانية                                          | 23.0/30   |

أشاد جون طومسون من أولغيم بالرسومات الملونة ووصف طريقة اللعب بأنها «مسلية، وسريعة الإيقاع بما يكفي لإبقائك مشغولًا باستمرار، دون اللجوء إلى السرعة وشبه المستحيل أكثر من مرتين.»
في حين أن اللعبة حصرية في اليابان، تمت الإشارة إلى ماريو أند واريو في ألعاب نينتندو الأخرى التي تم إصدارها خارج المنطقة. تشير لعبة تقمص الأدوار في غيم بوي بوكيمون ريد وبلو، التي طورتها غيم فريك أيضًا، إلى اللعبة: التحقق من سوبر نينتندو الذي ينتمي إلى شخصية غير قابلة للعب يعرض الرسالة «لعبة مع ماريو يرتدي دلوًا على رأسه!» يعود هذا المرجع في بوكيمون ريد فاير وليف غرين. الدلو المستخدم لإخفاء رؤية ماريو يمكن تحصيله كعنصر في كيربي سوبر ستار وككأس في سوبر سماش برذرز ميلي.

## الملاحظات
1. ↑  باليابانية: マリオとワリオ، بالهيبورن: Mario to Wario